# I'll Tumble 4 Ya
I'll Tumble 4 Ya è un singolo del gruppo musicale britannico Culture Club, pubblicato nel 1983 ed estratto dall'album Kissing to Be Clever.
Il singolo è stato pubblicato solo in Nord America, raggiungendo la Top 10 negli Stati Uniti e in Canada. Grazie a questo risultato, i Culture Club divennero la prima band britannica dai tempi dei Beatles a piazzare tre singoli estratti da un album di debutto nella Top 10 americana.

## Tracce
- 7" (USA)

1. I'll Tumble 4 Ya
2. Mystery Boy

## Classifiche
| Classifica (1983) | Posizione massima |
| ----------------- | ----------------- |
| Canada            | 5                 |
| Stati Uniti       | 9                 |